# Atacamacris diminuta
Atacamacris diminuta är en insektsart som beskrevs av Frédéric Carbonell och A. Mesa 1972. Atacamacris diminuta ingår i släktet Atacamacris och familjen Tristiridae. Inga underarter finns listade i Catalogue of Life.